# Île du Nouvel-An (Tasmanie)
Pour les articles homonymes, voir Île du Nouvel-An.
L'île du Nouvel-An (en anglais : New Year Island) est une île d'une superficie de 98,22 ha, située en Tasmanie, au sud-est de l'Australie. Domaine de chasse, elle fait partie de l'archipel du Nouvel-An (en) qui comprend l'île King, plus vaste, qui se trouve au nord-ouest de la Tasmanie, dans le détroit de Bass. L'île fait partie de la zone importante pour la conservation des oiseaux de l'île King en raison de son importance pour la reproduction des oiseaux de mer et des limicoles.

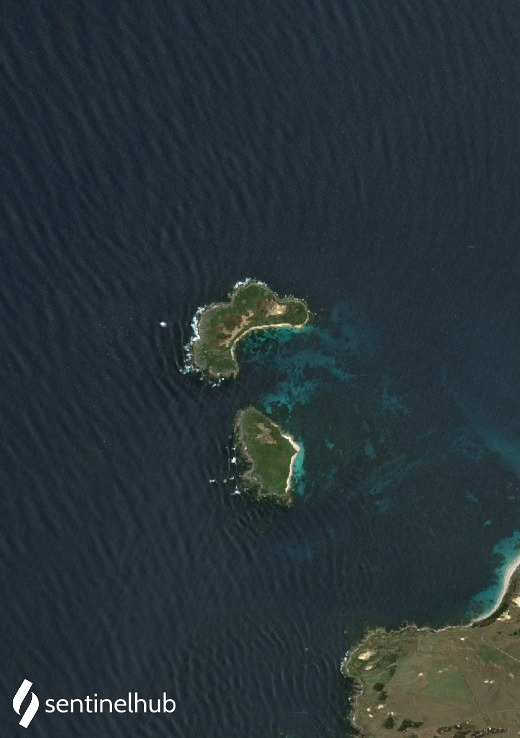
Île du Nouvel An (au centre, au nord), île Christmas (au centre, au sud) et île King (en bas à droite)